# Батрун
Batrun (арап. البترون) је град Либану у гувернорату Северни Либан. Према процени из 2005. у граду је живело 10 852 становника.